# Törpe-kardszárnyúdelfin
A törpe-kardszárnyúdelfin (Feresa attenuata) az emlősök (Mammalia) osztályának párosujjú patások (Artiodactyla) rendjébe, ezen belül a delfinfélék (Delphinidae) családjába tartozó faj.
Nemének az egyetlen faja.

## Előfordulása
Elterjedéséről nem sokat tudni a szórványos, de az egész világot átfogó adatokból. A mély, meleg vizekben fordul elő, csak ritkán közel a partokhoz (kivéve az óceáni szigeteket). Főleg trópusi vizekben található, de gyakran elkóborol a meleg  mérsékelt övi vizekre is. Viszonylag gyakran található a trópusi Csendes-óceán keleti részén Hawaii és Japán körül, bár nem különösen gyakori sehol sem. Mivel kerüli a csónakokat, lehetséges, hogy gyakoribb, mint az a megfigyelések számából következhet. Úgy tudják, hogy nem vándorol, lehetségesnek tűnik, hogy egész éven át előfordulhat olyan jól ismert helyeken, mint Srí Lanka az Indiai-óceánban és St. Vincent a Karib-tengerben.

## Megjelenése

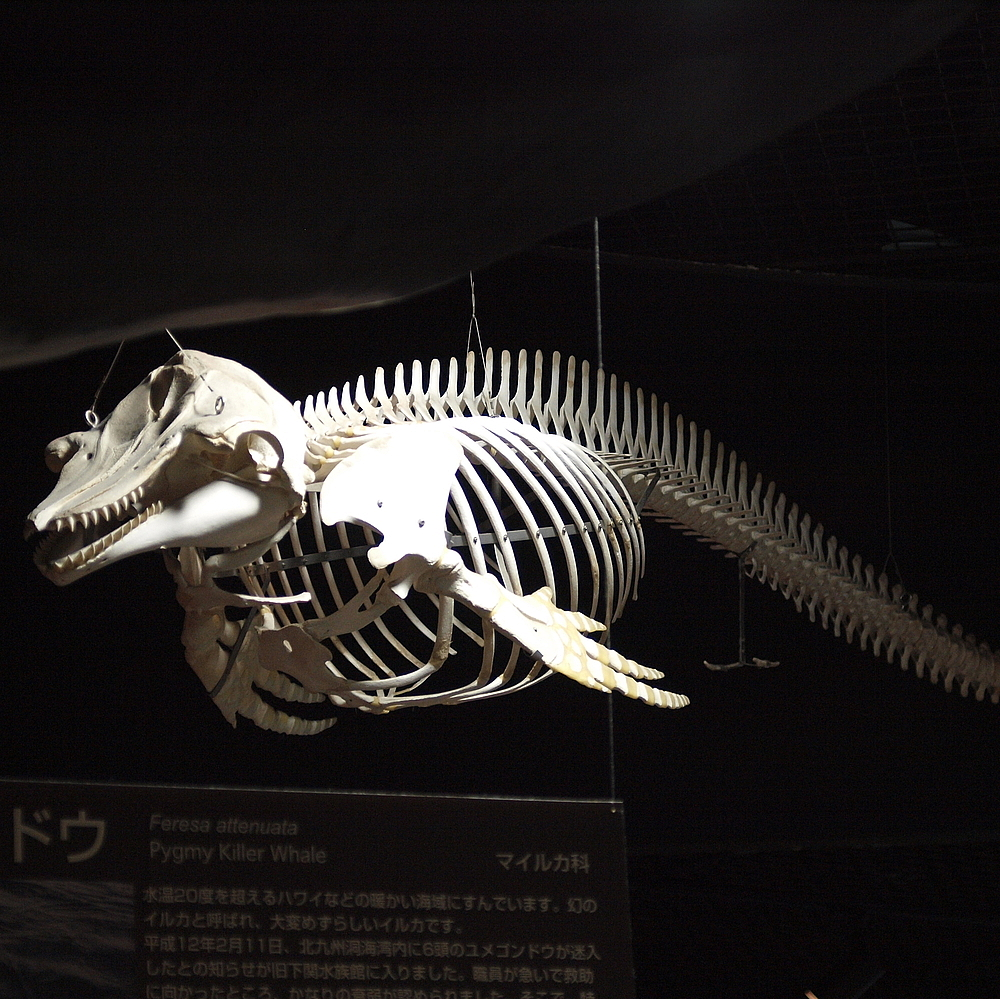
Csontváza

Kevésbé ismert állat és annak ellenére ritkán látható a természetben, hogy széles körben elterjedt, és a szubtrópusi-trópusi mély vizekben majdnem mindenhol megtalálható. Mérete a delfinek többségéhez hasonló, de többnyire csak a fehérajkú kardszárnyúdelfinnel (Peponocephala electra) tévesztik össze. Sok lényeges különbség van köztük, de azokat nem könnyű észrevenni a természetben, főleg távolról. Sötét oldala valószínűleg a legjellemzőbb tulajdonsága, de a fehér áll is jellegzetes, bár ez nem minden példányon jelenik meg, a fej és a mellúszók alakja szintén jó azonosítási bélyeg.
Hátúszó elhelyezkedése: Középen helyezkedik el.
Felnőtt mérete: 2,1-2,6 m.
Felnőtt tömege: Kb. 110–170 kg.
Újszülött mérete: Kb. 80 cm.
Újszülött tömege: Ismeretlen.

## Életmódja
Általában elmondható, hogy ha kis számú (kevesebb, mint 50) állat van együtt, akkor azok nagy valószínűséggel törpe kardszárnyú delfinek. Fogságban agresszívek lehetnek az emberrel vagy más cetfajokkal, és jobban kiérdemlik a "gyilkos" jelzőt, mint a jóval nagyobb közönséges kardszárnyúdelfinek. Elképzelhető, hogy természetben delfineket is zsákmányolnak.
Megközelítésük nehéz lehet, állítólag elkerülik a csónakokat, bár beszámoltak már olyan eseteket is, amikor a csónakok orr- vagy nyomdokvizében úsztak. Néha lebegnek, főként napos időben. Kémlelődnek, farkukat csapkodják, ugrásaik mindig megfigyelhetők, de nem mindig akrobatikusak. Fürgén úsznak: fejüket többnyire kiemelik a vízből amikor a felszínre jönnek, meneküléskor pedig testükkel kiugranak. A csapatok tagjai gyakran úsznak párhuzamosan, egymással teljes szinkronban, aztán amikor megrettennek, egy tömegben menekülnek el. A felszínen morgó hangjukat lehet hallani. Gyakran vetődnek partra.